# Socha svatého Jana Nepomuckého (Nymburk, 1696)
Socha sv. Jana Nepomuckého je raně barokní pískovcová socha sv. Jana Nepomuckého zhotovená roku 1696 sochařem Janem Brokoffem. Socha je umístěna u parkoviště v Kolínské ulici v Nymburku, v těsné blízkosti mostu přes Labe. Socha je od roku 1988 chráněna jako kulturní památka.

## Stavba

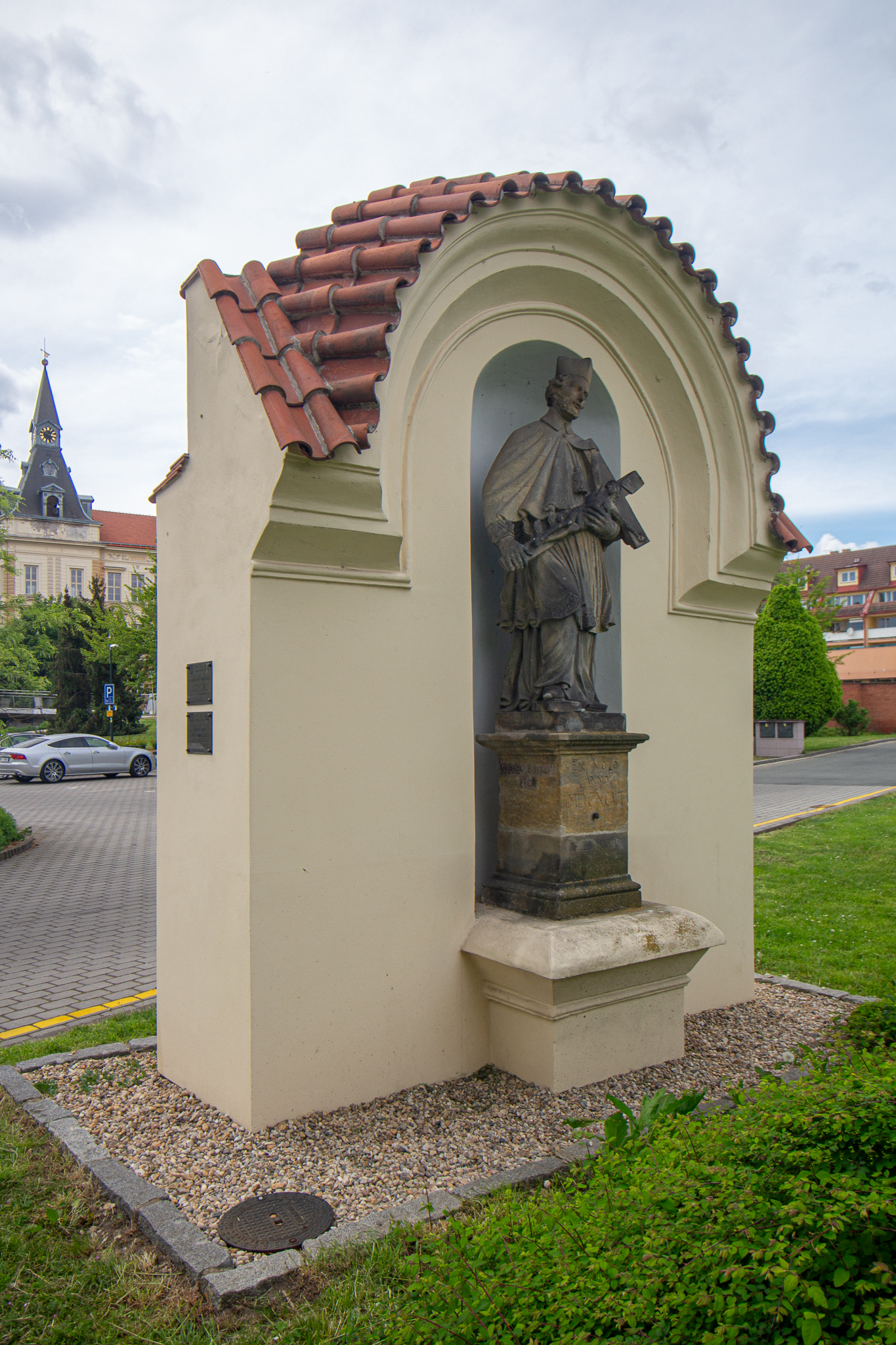
Opravená socha v roce 2023

Raně barokní socha svatého Jana Nepomuckého byla vytvořena roku 1696 sochařem Janem Brokoffem na objednávku nymburského měšťana a úředníka Samuela Benátského. Původně byla součástí barokního domu čp. 272 v Mostecké ulici. Dům byl zbořen v 60. letech 20. století a od té doby stojí socha samostatně.

## Popis
Socha světce v životní velikosti je v tradičním pojetí s křížem položeným na levé ruce. Je umístěna ve výklenkové kapli, která je jediným pozůstatkem původního barokního domu. Na hranolovém podstavci, zakončeném velkou římsou, je letopočet 1696 a iniciály SAB. Označují stavitele sochy a jeho manželku (A.).